# Juli Ashton

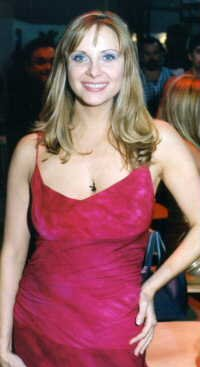
Juli Ashton

Juli Ashton (Colorado Springs, 5 de outubro de 1968) é uma atriz pornográfica dos Estados Unidos.

## Prêmios e indicações
- 1996: XRCO Female Performer of the Year[1]
- 1997: AVN Best Supporting Actress - Video for Head Trip[2]
- 2011: Hall da Fama da XRCO [3]